# Adam Barszcz
Adam Barszcz (ur. 29 września 1894, zm. 18 października 1980 w Londynie) – kapitan inżynier broni pancernych Polskich Sił Zbrojnych. W 1962 został awansowany przez władze emigracyjne na stopień majora w korpusie oficerów broni pancernych.

## Życiorys
Urodził się 29 września lub grudnia 1894. Podczas II wojny światowej służył w szeregach I Brygady Legionów Polskich oraz był członkiem POW. Ukończył studia z tytułem inżyniera. Podczas II wojny światowej służył w Szkocji w szeregach I Korpusu Polskiego Polskich Sił Zbrojnych
Po wojnie pozostał na emigracji w Wielkiej Brytanii. W 1962 został awansowany na stopień majora w korpusie oficerów broni pancernych. 19 kwietnia 1970 otrzymał tytuł honorowego przewodniczącego Gminy Polskiej Zachodniego Londynu. 28 marca 1979 został mianowany Wiceprezesem Najwyższej Izby Kontroli przy rządzie RP na Uchodźstwie.
Był prezesem Związku Legionistów POW, współzałożycielem Koła Lwowian w Londynie i prezesem komisji rewizyjnej tegoż. Zmarł 18 października 1980 w Londynie.

## Odznaczenia
- Krzyż Komandorski Orderu Odrodzenia Polski – pośmiertnie (1 października 1980)[6]
- Krzyż Oficerski Orderu Odrodzenia Polski (11 listopada 1973)[7]
- Krzyż Kawalerski Orderu Odrodzenia Polski[3]
- Krzyż Walecznych[3]
- Złoty Krzyż Zasługi[3]
- Złota odznaka honorowa Koła Lwowian w Londynie (1970)[8]